# ألين ميرتشا سافو
ألين ميرتشا سافو (بالرومانية: Alin Savu)‏ هو لاعب كرة قدم روماني في مركز الوسط، ولد في 29 نوفمبر 1977 في رمينكو فيلتشا في رومانيا. لعب مع بوليتنيكا ياشي وجامعة كلوج ورابيد بوخارست ونادي أوتيلول ريشيتا ونادي بترولول بلويشتي.